# マイク・モーリン
- マイク・モリン

マイケル・ウィリアム・モーリン（Michael William Morin, 1991年5月3日 - ）は、アメリカ合衆国ミネソタ州アノーカ郡アンドーバー出身のプロ野球選手（投手）。右投右打。現在は、フリーエージェント（FA）。
メディアによっては「モリン」と表記されることもある。

## 経歴

### プロ入りとエンゼルス時代
2009年のMLBドラフト40巡目（全体1202位）でカンザスシティ・ロイヤルズから指名されたが、ノースカロライナ大学チャペルヒル校へ進学した。
2012年のMLBドラフト13巡目（全体417位）でロサンゼルス・エンゼルスから指名され、プロ入り。契約後、傘下のパイオニアリーグのルーキー級オレム・オウルズでプロデビュー。24試合に登板して2勝2敗4セーブ、防御率4.93、29奪三振を記録した。
2013年はA+級インランド・エンパイア・シックスティシクサーズでプレーし、30試合に登板して3勝1敗13セーブ、防御率1.85、43奪三振を記録した。6月にAA級アーカンソー・トラベラーズへ昇格。26試合に登板して0勝2敗10セーブ、防御率2.03、33奪三振を記録した。
2014年は開幕をAA級アーカンソーで迎え、5試合に登板。1勝0敗3セーブ、防御率0.00と好投し、4月16日にAAA級ソルトレイク・ビーズへ昇格。4試合に登板して0勝1敗2セーブ、防御率12.00、5奪三振を記録した。4月27日にエンゼルスとメジャー契約を結んでアクティブ・ロースター入りし、30日のクリーブランド・インディアンス戦でメジャーデビュー。9回裏から登板し、1回を1安打無失点に抑えた。以後、リリーフ陣の一角に定着し、メジャー1年目から60試合に登板し、4勝4敗、防御率2.90、WHIP1.19という成績を残した。
2015年は47試合・351⁄3回を投げ、与四球を9個に留めた一方、投球回を上回る41奪三振を記録したが、防御率は6.00を超えた。
2016年は2年ぶりに60試合に登板した。防御率4.37・2勝2敗・WHIP1.20という成績を残した。
2017年9月5日にDFAとなった。

### ロイヤルズ時代
2017年9月12日にウェイバー公示を経てロイヤルズへ移籍した。この年メジャーでは移籍前を含めて2球団合計で16試合に登板して防御率7.20、16奪三振を記録した。

### マリナーズ時代
2017年12月8日にウェイバー公示を経てシアトル・マリナーズへ移籍した。3月14日に40人枠から外れ、AAA級タコマ・レイニアーズに降格した。シーズンでは開幕からAAA級タコマでプレーし、6月8日にメジャー契約を結んでアクティブ・ロースター入りした。6月14日にDFAとなり、16日にマイナー契約でAAA級タコマへ配属された。7月13日に再びメジャー契約を結んでアクティブ・ロースター入りしたが、1試合登板しただけで20日にマイナー契約でAAA級タコマへ配属された。レギュラーシーズン終了後の10月2日にFAとなった。

### ツインズ時代
2018年12月20日にミネソタ・ツインズとマイナー契約を結び、2019年のスプリングトレーニングに招待選手として参加することになった。
2019年の開幕は傘下のAAA級ロチェスター・レッドウイングスで迎え、5月2日にメジャー契約を結んでアクティブ・ロースター入りした。7月16日にDFAとなった。

### フィリーズ時代
2019年7月20日に金銭トレードで、フィラデルフィア・フィリーズへ移籍した。オフの11月4日にFAとなった。

### ブルワーズ時代
2020年1月31日にミルウォーキー・ブルワーズとマイナー契約を結び、スプリングトレーニングに招待選手として参加することになった。7月23日にメジャー契約を結んで40人枠入りした。1試合も登板が無いまま7月26日にDFAとなった。

### マーリンズ時代
2020年7月28日にウェイバー公示を経てマイアミ・マーリンズへ移籍した。オフの10月29日にマイナー契約となった。
2021年はマイナーでも登板機会がなかった。

### マーリンズ退団後
2022年8月4日に北米独立リーグであるアメリカン・アソシエーションのケーンカウンティ・クーガーズと契約した。12試合に登板して1セーブ、防御率5.27という成績だった。
2023年1月20日にシカゴ・ホワイトソックスとマイナー契約を結んだが、開幕前の3月27日に自由契約となった。5月12日にリーガ・メヒカーナ・デ・ベイスボル（メキシカンリーグ）のオアハカ・ウォーリアーズと契約した。ここではクローザーとして17試合に登板し8セーブ、防御率2.89と好投した。7月19日にアトランタ・ブレーブスとマイナー契約を結んだ。AAA級グウィネット・ストライパーズで16試合に登板して0勝0敗、防御率5.09を記録した。オフの11月6日にFAとなった。
2024年6月7日にNPBの東北楽天ゴールデンイーグルスの入団テストを受けたが、最終的に獲得は見送られた。

## 詳細情報

### 年度別投手成績
| 年 度    | 球 団    | 登 板 | 先 発 | 完 投 | 完 封 | 無 四 球 | 勝 利 | 敗 戦 | セ 丨 ブ | ホ 丨 ル ド | 勝 率 | 打 者 | 投 球 回 | 被 安 打 | 被 本 塁 打 | 与 四 球 | 敬 遠 | 与 死 球 | 奪 三 振 | 暴 投 | ボ 丨 ク | 失 点 | 自 責 点 | 防 御 率 | W H I P |
| -------- | -------- | ----- | ----- | ----- | ----- | -------- | ----- | ----- | -------- | ----------- | ----- | ----- | -------- | -------- | ----------- | -------- | ----- | -------- | -------- | ----- | -------- | ----- | -------- | -------- | ------- |
| 2014     | LAA      | 60    | 0     | 0     | 0     | 0        | 4     | 4     | 0        | 9           | .500  | 246   | 59.0     | 51       | 3           | 19       | 6     | 3        | 54       | 3     | 0        | 22    | 19       | 2.90     | 1.19    |
| 2015     | LAA      | 47    | 0     | 0     | 0     | 0        | 4     | 2     | 1        | 5           | .667  | 151   | 35.1     | 36       | 3           | 9        | 2     | 2        | 41       | 0     | 0        | 28    | 25       | 6.37     | 1.27    |
| 2016     | LAA      | 60    | 0     | 0     | 0     | 0        | 2     | 2     | 0        | 13          | .500  | 227   | 55.2     | 52       | 6           | 15       | 1     | 1        | 49       | 1     | 1        | 31    | 27       | 4.37     | 1.20    |
| 2017     | LAA      | 10    | 0     | 0     | 0     | 0        | 0     | 0     | 0        | 0           | ----  | 65    | 14.1     | 21       | 3           | 2        | 1     | 1        | 10       | 0     | 0        | 11    | 11       | 6.91     | 1.61    |
| 2017     | KC       | 6     | 0     | 0     | 0     | 0        | 0     | 0     | 0        | 0           | ----  | 28    | 5.2      | 8        | 0           | 3        | 0     | 0        | 6        | 0     | 0        | 5     | 5        | 7.94     | 1.94    |
| '17計    | KC       | 16    | 0     | 0     | 0     | 0        | 0     | 0     | 0        | 0           | ----  | 93    | 20.0     | 29       | 3           | 5        | 1     | 1        | 16       | 0     | 0        | 16    | 16       | 7.20     | 1.70    |
| 2018     | SEA      | 3     | 0     | 0     | 0     | 0        | 0     | 0     | 0        | 0           | ----  | 18    | 4.0      | 6        | 0           | 1        | 1     | 0        | 6        | 0     | 0        | 3     | 3        | 6.75     | 1.75    |
| 2019     | MIN      | 23    | 0     | 0     | 0     | 0        | 0     | 0     | 1        | 1           | ----  | 92    | 22.2     | 20       | 3           | 2        | 0     | 2        | 11       | 0     | 0        | 11    | 8        | 3.18     | 0.97    |
| 2019     | PHI      | 29    | 0     | 0     | 0     | 0        | 1     | 3     | 0        | 7           | .250  | 118   | 28.0     | 26       | 3           | 8        | 0     | 2        | 15       | 2     | 0        | 18    | 18       | 5.79     | 1.21    |
| '19計    | PHI      | 52    | 0     | 0     | 0     | 0        | 1     | 3     | 1        | 8           | .250  | 210   | 50.2     | 46       | 6           | 10       | 0     | 4        | 26       | 2     | 0        | 29    | 26       | 4.62     | 1.11    |
| 2020     | MIA      | 3     | 0     | 0     | 0     | 0        | 1     | 0     | 0        | 0           | 1.000 | 12    | 4.0      | 1        | 0           | 1        | 0     | 0        | 2        | 0     | 0        | 0     | 0        | 0.00     | 0.50    |
| MLB：7年 | MLB：7年 | 241   | 0     | 0     | 0     | 0        | 12    | 11    | 2        | 36          | .522  | 957   | 228.2    | 221      | 21          | 60       | 11    | 11       | 194      | 6     | 1        | 129   | 116      | 4.57     | 1.23    |

- 2020年度シーズン終了時

### 背番号
- 64（2014年 - 2018年）
- 51（2019年 - 同年7月15日）
- 28（2019年7月20日 - 同年終了）
- 48（2020年）